# Early Takes: Volume 1
Early Takes: Volume 1 ist das vierte Kompilationsalbum von George Harrison nach der Trennung der Beatles und es ist das dritte postum erschienene Album nach Harrisons Tod im Jahr 2001. Gleichzeitig ist es einschließlich der beiden Instrumentalalben aus den 1960er Jahren, der Studio-Alben, der Kompilationsalben und der Livealben das insgesamt 18. Album George Harrisons. Es wurde am 27. April 2012 in Großbritannien und am 1. Mai 2012 in den USA veröffentlicht.
Das Album enthält bisher unveröffentlichte Lieder oder abweichende Versionen von bereits veröffentlichten Liedern.

## Entstehungsgeschichte
Im September 2007 wurde bekannt, dass Regisseur und Oscar-Preisträger Martin Scorsese eine Dokumentation über das Leben und die künstlerische Karriere von George Harrison plant. Im Dezember 2011 wurde die Dokumentation George Harrison: Living in the Material World auf DVD und Blu-ray in Europa veröffentlicht. Die CD George Harrison: Living in the Material World ist ein Bestandteil der Blu-ray/DVD-Deluxe-Edition des gleichnamigen Dokumentarfilms über George Harrison und ist identisch mit der im folgenden Jahr veröffentlichten CD Early Takes Volume 1. Die erhältlichen Informationen über die einzelnen Lieder des Kompilationsalbums sind gering, die hier aufgeführten Angaben beruhen ausschließlich auf einem Interview mit Giles Martin, der diese Zusammenstellung laut CD-Coveraufdruck im Jahr 2009 in den Archiven von George Harrison im Friar Park mit Paul Hicks zusammenstellte und musikalisch produzierte. Die CD enthält sechs Stücke, die während der Proben und Aufnahmen zu All Things Must Pass aufgenommen wurden: neben Demo-Versionen von My Sweet Lord, Run of the Mill, Behind That Locked Door und All Things Must Pass sind dies frühe Aufnahmen („early takes“) von I’d Have You Anytime und Awaiting on You All. The Light That Has Lighted the World, das hier als Demo vorliegt, wurde für das nachfolgende Studioalbum Living in the Material World aufgenommen. Giles Martin sagte, dass es sich bei Woman Don’t You Cry for Me um eine der frühesten Aufnahmen eines Liedes von diesem Album handelt. Diese Aussage bedeutet, dass diese Demo nicht während der Aufnahmesessions zu Thirty Three & 1/3 entstand, das im Jahr 1976 veröffentlicht wurde, sondern im Jahr 1970 oder früher. Die Dylan-Komposition Mama You’ve Been on My Mind wurde in den 1980er Jahren von George Harrison aufgenommen und von Giles Martin neu bearbeitet, indem er mehrere Instrumente aus der Abmischung entfernte. Let It Be Me (Demo) ist eine weitere Aufnahme aus den 1980er Jahren und eine weitere Fremdkomposition, dieser Titel wurde unter anderem von den Everly Brothers aufgenommen und war für diese im Jahr 1960 ein Top-Ten-Hit in den USA.

## Covergestaltung
Das Design des Covers stammt von Ron Miller und David Costa, das Foto von Robert Freeman. Die CD-Version hat ein aufklappbares Pappcover.

## Titelliste
Alle Titel wurden von George Harrison geschrieben, soweit nicht anders vermerkt.
1. My Sweet Lord (Demo) – 3:33
2. Run of the Mill – 1:56
3. I’d Have You Anytime (Early Take) (Harrison, Bob Dylan) – 3:06
4. Mama You’ve Been on My Mind (Demo) (Bob Dylan) – 3:04
5. Let It Be Me (Demo) (laut CD-Hülle: Gilbert Bécaud, Pierre Leroyer, Manny Kurtz) – 2:56
6. Woman Don’t You Cry for Me (Early Take) – 2:44
7. Awaiting on You All (Early Take) – 2:40
8. Behind That Locked Door (Demo) – 3:29
9. All Things Must Pass (Demo) – 4:48
10. The Light That Has Lighted the World (Demo) – 2:23

## Single-Auskopplungen
Aus dem Album wurden keine Singleauskopplungen vorgenommen.

## Chartplatzierungen
| ChartsChartplatzierungen       | Höchstplatzierung | Wochen |
| ------------------------------ | ----------------- | ------ |
| Vereinigtes Königreich (OCC)   | 66 (1 Wo.)        | 1      |
| Vereinigte Staaten (Billboard) | 20 (3 Wo.)        | 3      |

## Veröffentlichungen
Die Veröffentlichung erfolgte im CD-Format und als Schallplatte. In den USA erschien die Schallplatte auch in einer limitierten Auflage in grünlich durchsichtigem Vinyl.

## Sonstiges
Das Kompilationsalbum Early Takes: Volume 1 erschien erstmals seit 1976 nicht mehr auf dem von George Harrison gegründeten Dark Horse Label.